# Terre, planète impériale
Terre, planète impériale (titre original : (en)Imperial Earth) est un roman de science-fiction écrit par Arthur C. Clarke  publié en 1975.

## Résumé
En 2276, la civilisation humaine s’est propagée à travers le système solaire.
La planète habitée la plus lointaine est Titan, satellite naturel de Saturne sur laquelle règnent les Makenzie depuis trois générations.
Duncan, le plus jeune de la monarchie Makenzie, est invité sur Terre pour représenter sa planète aux cérémonies de célébration du cinquième centenaire des États-Unis.
Ce sera pour lui l’occasion de découvrir la planète mère de l’humanité, mais aussi de pourvoir à sa descendance, les Makenzie ayant la particularité d’être des clones de « père en fils ».

## Technologies
Les technologies présentes dans le roman sont pour la plupart tirées de thèses scientifiques fondées.
Les voyages dans l’espace se déroulent à bord de gros vaisseau-cargos qui rappellent fortement les paquebots de luxe qui effectuaient les trajets à travers les océans au début du XXe siècle.
D’autre vaisseaux destinées au transport des marchandises sillonnent l’espace. Ils sont nettement moins confortables, mais plus efficaces.
Toute cette flotte spatiale fonctionne grâce à l’hydrogène, source de grands profits pour Titan.

## Anecdotes
- Ce roman comprend une description des pentaminos.